# Adpozice
Adpozice jsou neohebná slova, která spojují své doplnění se zbytkem věty. Základními typy adpozic jsou v různých jazycích prepozice (předložky), které stojí před svým doplněním (na stole), a postpozice (v češtině se někdy používá termín záložky), které stojí za svým doplněním (v češtině potenciálně např. dva roky zpátky 'před dvěma roky'). Vedle toho existují ambipozice (někdy též bipozice), tj. adpozice, které mohou stát před svým doplněním (navzdory rodičům; počínaje rokem 1500) i za ním (rodičům navzdory; rokem 1500 počínaje). Nakonec se také někdy zmiňují cirkumpozice, tj. adpozice, které mají více částí, přičemž jedna stojí před doplněním a jedna za ním (srov. např. anglické from now on 'odteď', from Monday on 'od pondělí' atp.).